# Heinrich Nenstede
Heinrich Nenstede (* in Lübeck; † 1529 ebenda) war Ratsherr der Hansestadt Lübeck.

## Leben
Der Kaufmann Heinrich Nenstede war Sohn des Lübecker Bürgers Nikolaus Nenstede. Er wurde 1509 in den Lübecker Rat erwählt. Im Rat wirkte er von 1526 bis 1528 als Kämmereiherr. 
Nenstede war verheiratet mit Windelke Greverade, einer Tochter des Lübecker Bankiers Heinrich Greverade († 1500). Sie bewohnten das Haus in der Mengstraße 39 in Lübeck.
Aus der Ehe ging die Tochter Engel Nenstede († 1569) hervor. Er starb am Mittwoch vor Palmarum.